# Інфрачервона астрономія
Інфрачервона астрономія — розділ астрономії, який вивчає космос в інфрачервоних променях, що мають довжину хвилі від 0,76 до 103 мкм.
Земна атмосфера з цього діапазону пропускає лише хвилі довжиною 1 - 1,5 мкм, а решту затримує, поглинає. Тому, щоб зменшити несприятливий вплив нашої повітряної оболонки на процес спостереження через інфрачервоне «вікно прозорості», телескопи встановлюють або високо в горах або відправляють на орбіту Землі. Інфрачервоне випромінювання небесних об'єктів реєструється спеціальними чутливими приймачами (болометрами, фотоопорами, спеціальними фотоемульсіями тощо).

## Дослідження
Інфрачервона астрономія одержала важливі й цікаві результати[джерело?][ненейтрально]. В її активі виявлення водяної пари в атмосферах Венери і Марса, потужного інфрачервоного випромінювання від ядер галактик і квазарів, вимірювання температури поверхні Місяця, відкриття "інфрачервоних зір", одержання інфрачервоної фотографії центральної області нашої Галактики тощо.